# الحزب الشيوعي البيروي
الحزب الشيوعي البيروفي (بالإسبانية: Partido Comunista Peruano)‏ هو حزب شيوعي في بيرو تأسس في عام 1928 من قبل خوسيه كارلوس مارياتيجوي، تحت اسم الحزب الاشتراكي البيرو. غير الحزب اسمه عام 1930. في السياسة البيروفية المعاصرة، غالبًا ما يُشار إلى الحزب باسم (الوحدة)، لتمييزه عن الأحزاب الشيوعية الأخرى التي انفصلت عن الحزب الأصلي، مثل الحزب الشيوعي البيروفي (الوطن الأحمر) والحزب الشيوعي البيرو (الماركسي اللينيني) والحزب الشيوعي البيرو (الدرب الساطع).
شغل خورخي ديل برادو منصب الأمين العام بين عامي 1966 و1991. في عام 1980. شكل الحزب وجماعات يسارية أخرى اليسار المتحد.
تقع القاعدة السياسية الرئيسية للحزب حاليًا في بلازا رامون كاستيلا، ليما ويقودها روبرتو دي لا كروز هوامان. ينشر الحزب صحيفتي الوحدة وعلمنا.
في الانتخابات العامة لعام 2011، شارك الحزب في تحالف أويانتا هومالا.

## روابط خارجية
- موقع الحزب
- نوسترا بانديرا